# 拉多米爾海穹

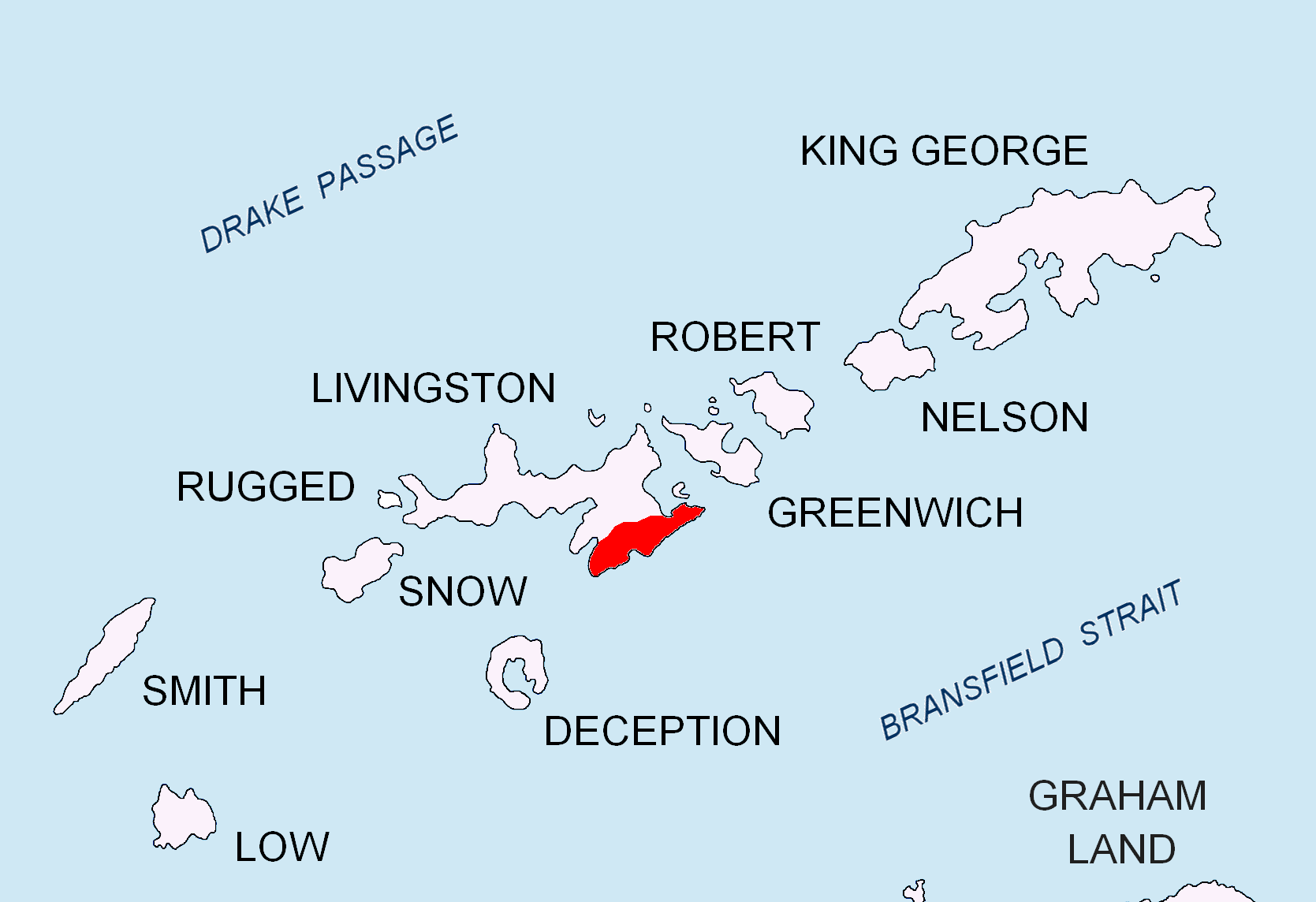

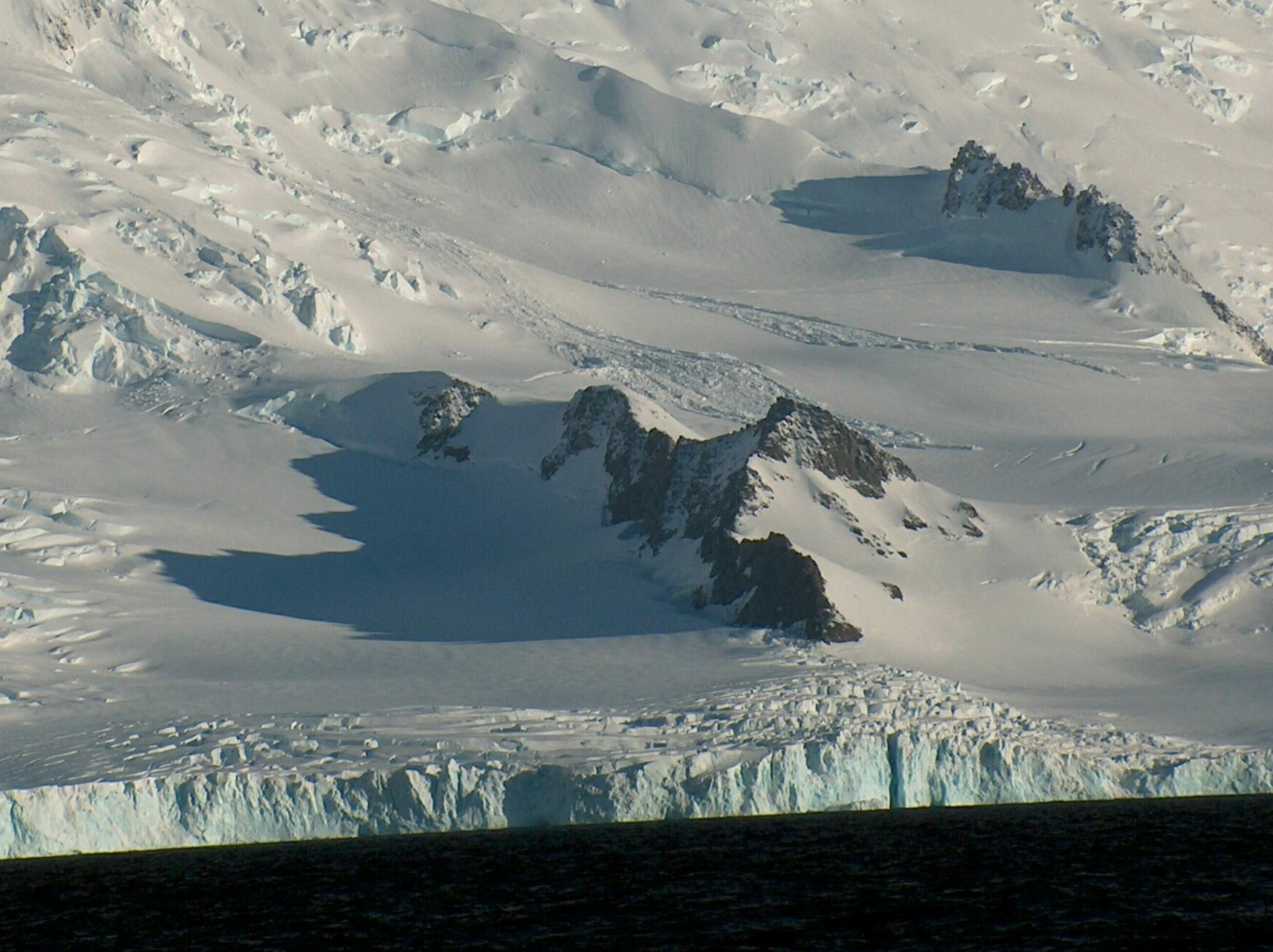

拉多米爾海穹（英語：Radomir Knoll）是南極洲的海穹，位於南設得蘭群島的利文斯頓島東部，屬於弗里斯蘭嶺的一部分，處於尼多峰以西1.55公里、聖西里爾峰東南面2.46公里、揚博爾峰東北面2.66公里和傑拉角東北面2.15公里。

## 外部連結
- SCAR Composite Gazetteer of Antarctica（页面存档备份，存于）

62°43′32.8″S 60°11′43″W / 62.725778°S 60.19528°W